# Ovidiu Drimba
Ovidiu E. Drimba (n. 2 septembrie 1919, Margine – d. 29 aprilie 2015) a fost un istoric literar român, profesor universitar la București. Activitatea sa cuprinde lucrări dedicate istoriei culturii („Istoria culturii și civilizației“, „Pagini despre cultura europeană“, „Studii și eseuri de literatură universală“). A fost unul din asistenții filozofului și poetului Lucian Blaga de la catedra de filozofia culturii de la Universitatea Regele Ferdinand I din Cluj.

## Biografie
Ovidiu Drimba a petrecut în Italia peste zece ani, ca lector și șef al catedrei de limba și literatura română modernă de la Universitatea din Torino și apoi la Universitatea Catolică din Milano.

## Distincții
- Ordinul Muncii clasa a III-a (28 iunie 1965) „pentru activitate îndelungată și merite deosebite în dezvoltarea învățămîntului superior artistic”[9]

## Scrieri
- Filosofia lui Blaga; Editura Cugetarea, 1944; reedit. Excelsior-Multi Press, 1995
- Pagini despre cultura europeană; Editura Publicom, 1945
- Don Quijote, sensul eroului si semnificatia operei; Societatea de Stiinte Istorice si Filologice, 1955
- Însemnari despre teatrul lui Ibsen; Editura pentru Literatura si Arta, 1956
- Leonardo da Vinci; Editura Tineretului, 1957; reedit. 1960, 1972, 2000, 2009
- Ovidiu, poetul Romei si al Tomisului; Editura Tineretului, 1960
- Începuturile prozei narative culte; [Societatea de Stiinte Istorice si Filologice din R. P. R.], 1961
- Rabelais; Editura Tineretului, 1963; reedit. cu titlul 'Rabelais si Renasterea europeana', Editura Saeculum I.O., 2003
- Scriitori contemporani straini în periodicele literare romînesti: (1944-1962), Societatea de Stiinte Istorice si Filologice din R.P.R., 1964
- Lirica Egiptului antic, 1965
- Simbolismul francez - stil de cultura, 1966
- Culegere de texte din literatura universala; N. I. Barbu, Ovidiu Drimba, Romul Munteanu ; Editura Didactica si Pedagogica, 1967
- Istoria literaturii universale: manual pentru clasa a XI-a - sectia umanista; N. I. Barbu, Ovidiu Drîmba, Romul Munteanu, Edgar Papu; Editura Didactica si Pedagogica, 1967
- Istoria literaturii universale; vol. I-II, Editura Didactică și Pedagogică, 1968-1971; reedit. Editura Saeculum - Vestala, 2001-2002
- Al. Macedonski și simbolismul; 1968
- Scriitori, carti, personaje: ghid de literatura universala; Uniunea Centrala a Cooperativelor de Consum, 1969
- Istoria teatrului universal; Editura Meridiane, 1971
- Teatrul, de la origini si pana azi; Editura Albatros, 1973
- Scrierile literare ale lui Leonardo da Vinci; Editura Albatros, 1976
- Eseuri de literatură străină; Editura Dacia, 1976
- Scriitori scandinavi și alte eseuri; Editura Dacia, 1980
- F. Garcia Lorca, rapsodul; Editura Albatros, 1981
- Eseiști spanioli; Editura Univers, 1982
- Istoria culturii și civilizației; Vol. 1-4, Editura Stiintifica si Enciclopedica, 1984-1995; reedit. vol. 1-13, Editura Saeculum - Vestala, 1998-2008
- Literatura universală: manual pentru liceele de filologie-istorie, clasele a IX-a si a X-a; Ovidiu Drîmba, Cristina Ionescu si Gheorghe Lazarescu; Editura Didactica si Pedagogica, 1986
- Incursiuni în civilizația omenirii, vol. I-III, Casa de Editura Multi Press, 1993-1997
- Literatură universală. Manual pentru clasele a XI-a si a XII-a, scoli normale, licee si clase cu profil umanist; Editura Didactica si Pedagogica, 1995
- Dicționar de literatură universală, Editura Saeculum, 1996
- Scrieri din trecut; Editura Cogito, 1997
- Literatura, cultura, civilizație, Editura Saeculum, 2004
- Studii și eseuri de literatură universală, Editura Saeculum, 2006
- Geniul Spaniei. Floarea eseisticii spaniole. Prezentări și texte; Editura Saeculum Vizual, 2007

## Scrieri în străinătate
- Les prèmieres influences du symbolisme français sur la poésie roumaine; Faculté de Philosophie et Lettres, 1947
- Mihail Eminescu: una fiaba boierdeasca; Firenze, Leo S. Olschki, 1969
- Ovidio: (la vita, l'ambiente, l'opera); Roma, Bulzoni Editore, 1971
- La letteratura romena nell'ambiente storico e culturale: fino al 1800; Torino, Università di Torino, Facoltà di Lettere e Filosofia, Istituto di Lingua e Letteratura Romena, 1971
- El arte religioso en Rumania; Salamanca, 1972
- La letteratura romena nell'ottocento: (fino alla "Junimea"); [Torino], 1972
- La Letteratura romena; Milano, Editoriale Vita, 1973
- La Fortuna del Petrarca in Romania; Monselice, 1975
- Michelangiolo nelle sue confessioni liriche, 1976?]
- Da I. L. Caragiale a Eugene Ionesco: note sull'umorismo letterario romeno; Gorizia; 1977
- Letteratura romena contemporanea; Rizzoli-Larousse, 1978
- La Letteratura romena in Italia; Bulzoni, 1980

## Traduceri
- Cuceritorul - Elsa Triolet; Veritas, 1946
- Vine barza - Renata Vigano; Editura de Stat pentru Literatura si Arta, 1955
- Esteiros - Pereira Gomes; Editura Tineretului, 1956
- Mathias Sandorf - Jules Verne; Editura Tineretului, 1959
- Leonardo Da Vinci - scrieri literare; Editura Albatros, 1976

## Volume omagiale
- Culturi si civilizatii: volum omagial publicat cu prilejul impnirii a 85 de ani de la nasterea profesorului Ovidiu Drimba, personalitate de marca a culturii romane contemporane, 2004
- Constantin Mustață - Un fiu al Marii Uniri”: OVIDIU DRIMBA - „Savantul care a dăruit României cultura lumii, Saeculum Vizual, 2016